# Sepia gibba
Sepia gibba е вид главоного от семейство Sepiidae.

## Разпространение и местообитание
Видът е разпространен в Джибути, Египет (Синайски полуостров), Еритрея, Саудитска Арабия, Судан и Южен Йемен.
Обитава морета и рифове.